# Украинский советский энциклопедический словарь
Украинский советский энциклопедический словарь (укр. Український радянський енциклопедичний словник, УРЕС) — универсальный энциклопедический словарь на украинском и русском языках, сокращенная версия Украинской советской энциклопедии. Вышло два издания: первое — в 1966—1968 годах на украинском языке, второе — в 1986—1987 годах на украинском языке и в 1988—1989 на русском языке, оба в трёх томах.

## Описание
Издание подготовлено Главной редакцией Украинской советской энциклопедии в Киеве. Идеологически ангажированный труд советских времен, в котором в научно-популярной форме представлены сведения из всех отраслей человеческих знаний, а также об Украинской ССР. Биографические статьи носят сугубо справочный характер, за исключением статей о ведущих деятелях отдельных отраслей науки, культуры и искусства и военных и политических деятелей.

## Издания
Первое издание вышло в 1966—1968 годах на украинском языке тиражом 75 тысяч экземпляров. Всего содержало около 40 тысяч статей. Каждый том имел 1,5 тысяч чёрно-белых иллюстраций и карт посреди текста и около 200 цветных иллюстраций на вклейках.
- Український радянський енциклопедичний словник : [у 3 т.] / гол. ред. М. П. Бажан. — 1-ше вид.. — Київ: Голов. ред. УРЕ АН УРСР, 1966. — Т. 1 : А — Кабарга. — 856 с.
- Український радянський енциклопедичний словник : [у 3 т.] / гол. ред. М. П. Бажан. — 1-ше вид.. — Київ: Голов. ред. УРЕ АН УРСР, 1967. — Т. 2 : Кабарда — Полюддя. — 856 с.
- Український радянський енциклопедичний словник : [у 3 т.] / гол. ред. М. П. Бажан. — 1-ше вид.. — Київ: Голов. ред. УРЕ АН УРСР, 1968. — Т. 3 : Плюс — Ь. — 856 с.

Второе издание вышло в 1986—1987 годах на украинском языке тиражом 60 тысяч экземпляров. Всего содержало около 40 тысяч статей. Каждый том имел 3,7 тысяч чёрно-белых иллюстраций и карт посреди текста и около 700 цветных иллюстраций и карт на вклейках. Переиздан на русском языке в 1988—1989 годах тиражом 120 тысяч экземпляров.
- Український радянський енциклопедичний словник : [у 3 т.] / гол. ред. Бабичев Ф. С.. — 2-ге вид.. — Київ: Голов. ред. УРЕ АН УРСР, 1986. — Т. 1 : А — Калібр. — 752 с.
- Український радянський енциклопедичний словник : [у 3 т.] / гол. ред. Бабичев Ф. С.. — 2-ге вид.. — Київ: Голов. ред. УРЕ АН УРСР, 1987. — Т. 2 : Каліграфія — Португальці. — 736 с.
- Український радянський енциклопедичний словник : [у 3 т.] / гол. ред. Бабичев Ф. С.. — 2-ге вид.. — Київ: Голов. ред. УРЕ АН УРСР, 1987. — Т. 3 : Портулак — Ь. — 736 с.